# Alain Godon
 (octobre 2020).
Il peut être nécessaire de l'améliorer pour respecter le principe de neutralité de point de vue. Veuillez consulter la page de discussion pour plus de détails.

Alain Godon, né le 1er novembre 1964 à Bourges est un artiste peintre et sculpteur français.

## Biographie
Alain Godon naît à Bourges le 1er novembre 1964 où son père est médecin. En 1975, à la mort de son père, il est élevé par son oncle, architecte de profession et ami des beaux-arts, à Achicourt dans le Pas-de-Calais. Il se découvre une passion pour le dessin, la pierre et le paysage urbain.
En 1985, après un engagement dans l’armée au sein des commandos parachutistes, il part à Paris, où il produit, à même le sol et à la craie, ses premières œuvres éphémères sur les trottoirs de la rue de Rivoli à proximité du palais du Louvre. Il part ensuite en Angleterre pour dessiner ses œuvres dans les rues de Brighton. Il est alors dans la mouvance des précurseurs de l'art urbain.
En 1992, il s’installe au Touquet-Paris-Plage pour y travailler et organise la première exposition de ses œuvres au palais de l’Europe en 1994. Il poursuit ensuite l'exposition de ses œuvres à Paris, Lille… En 1999, il tient sa première exposition aux États-Unis à Denver puis aux Pays-Bas à Amsterdam. En 2000, le musée du Touquet-Paris-Plage - Édouard Champion  organise l'exposition intitulée « Les figures du siècle ». En 2001, il expose au Palais Bourbon et son œuvre Jules Verne entre dans les collections du musée du Touquet-Paris-Plage. En 2005, il est invité deux mois en résidence à Bali et s’engage, au cours de la même année, dans la pratique de la sculpture.
En 2006, il commence ses séries architecturales en peignant des villes comme Paris, Amsterdam ou encore New York, et organise des expositions au Touquet-Paris-Plage, New York et Paris. Souhaitant donner plus de mouvement à ses œuvres, Alain Godon crée en 2009 la technique dite du « Bildoreliefo » alliant son travail plastique aux nouvelles technologies numériques. Cette nouvelle démarche artistique, dénommée « 24 Hours », est présentée pour la première fois et simultanément au Salon du Pavillon des Arts et du Design (PAD) au jardin des Tuileries à Paris et dans la galerie Élysées à New York.
En 2009, voulant promouvoir l’art, Alain Godon crée le festival du Touquet « Trophée Alain Godon ». Ce festival a pour but de révéler au public et aux professionnels les artistes peintres de demain, la deuxième édition a lieu en 2010 et la quatrième et dernière édition en 2012.
Au cours de l’année 2012, l’exposition Extravaganza au musée du Touquet-Paris-Plage regroupe 120 œuvres de l’artiste pour fêter le centenaire de la station balnéaire, et une autre exposition est présentée à Aspen aux États-Unis.
En 2013, une galerie est ouverte au Touquet-Paris-Plage pour présenter l'œuvre d'Alain Godon.
En 2014 et 2015, il expose à Miami, où il reçoit commande de l'illustration du Miami Beach City Report, parution officielle municipale. Plusieurs expositions lui sont consacrées à Los Angeles. Il se rend à Tahiti dans le cadre de la préparation de la future exposition au musée Matisse du Cateau-Cambrésis et s'y consacre entièrement en 2016.
Cherchant à présenter une vue différente de son travail, il organise à l’automne 2019 une exposition entièrement consacrée à l’architecture d’intérieur : Interior View.
Après avoir résidé 15 ans à en Angleterre, il vit en France en partie au Touquet-Paris-Plage et en partie à Bourges.

## La technique des œuvres "24 Hours".
- Si vous ne connaissez pas le sujet, laissez ce bandeau (vous pouvez alors contacter les auteurs).
- Si vous supprimez le contenu mis en cause (vous pouvez préalablement contacter les auteurs),

argumentez précisément cette suppression dans la page de discussion
(un manque de référence n'est pas un argument ; une recherche réelle de référence doit avoir été effectuée, être formellement documentée).
Le « BildoReliefo », « image relief » en espéranto, aujourd’hui dénommé « 24 Hours », est une technique créée par Alain Godon.
Œuvres d’art à part entière, les « 24 Hours » sont des tirages métalliques de très haute définition gravés dans l’aluminium. Contrairement à la photographie qui se pose souvent comme un modèle à la peinture, la technique des « 24 Hours » part de l’huile sur toile originale pour présenter une autre version de ces œuvres,.

## Œuvres

### Œuvres dans les collections publiques
- 2000 : Jules Verne, huile sur toile, musée du Touquet-Paris-Plage
- 2005 : The Last Pharaon, huile sur toile, musée du Touquet-Paris-Plage
- 2012 : 24h Extravaganza Wood, photo, musée du Touquet-Paris-Plage
- 2018 : Journey to the land of mermaids, sculpture, musée du Cateau-Cambrésis
- 2021 : La Vie en rose, huile sur toile, mairie d'Etaples-sur-Mer

### Monuments
Alain Godon est l'auteur de plusieurs œuvres monumentales au Touquet-Paris-Plage :
- en 2017 : 
  - Les HexaGodon, constitués de dix plaques hexagonales signées portant les empreintes d’artistes, inaugurés en mars 2017 au jardin des Arts[9] ;
  - La Tour Paris-Plage haute de 9,5 mètres et constituée d'une armature de fer, recouverte de blocs de polystyrène puis d’une résine et d’une couche de sable. Elle est installée en mars 2017 au centre de la place du Centenaire, à l'occasion des 105 ans de la station balnéaire[10],[11] ;
- en 2019 : Little Don King, bronze de 600 kilos installé en mars 2019 avenue du Verger[12] ;
- en 2020 : Big Birdie, bronze de quatre mètres de haut, installé en février 2020 au centre du rond-point de la place de l'Hermitage[13],[14],[15].

## Expositions

### Expositions personnelles
- 2000 : (30 tableaux représentant des personnalités du XXe siècle, musée du Touquet-Paris-Plage[16]
- 2011 : exposition personnelle pour la cérémonie d'ouverture du New World Center, Miami Beach (U.S.A)[17]
- 2017 : exposition personnelle « Matisse Godon New York - Tahiti, l'architecture du rêve », musée départemental Matisse, Le Cateau-Cambrésis[18],[19],[20]
- 2019 : exposition personnelle, "Interior view" galerie 1bis, Le Touquet-Paris-Plage[21].

### Expositions collectives
- 2011 : exposition de groupe, galerie Drasner, Aspen (U.S.A)[22]

## Pour approfondir